# 1945 год в кино

## Фильмы

### Мировое кино
- «Бегство в Алжир»/Pursuit to Algiers, США (реж. Рой Уильям Нил)
- «Дерево растёт в Бруклине»/A Tree Grows in Brooklyn, США (реж. Элиа Казан)
- «Дети райка»/Les Enfants du Paradis, Франция (реж. Марсель Карне)
- «Женщина в зелёном»/The Woman in Green, США (реж. Рой Уильям Нил)
- «Заворожённый»/Spellbound, США (реж. Альфред Хичкок)
- «Замок ужаса»/Sherlock Holmes and the House of Fear, США (реж. Рой Уильям Нил)
- «Кольберг»/Kolberg, Германия (реж. Файт Харлан)
- «Милдред Пирс»/Mildred Pierce, США (реж. Майкл Кёртис)
- «Объезд»/Detour, США (реж. Эдгар Г. Ульмер)
- «Остров мёртвых»/Isle of Dead, США (реж. Марк Робсон)
- «Портрет Дориана Грэя»/The Picture Of Dorian Gray, США (реж. Альберт Левин)
- «Последний шанс»/Die Letzte Chance, Швейцария (реж. Леопольд Линдберг)
- «Потерянный уикэнд»/The Lost Weekend, США (реж. Билли Уайлдер)
- «Рим, открытый город»/Roma, città aperta, Италия (реж. Роберто Росселлини)
- «Сюда идут студентки»/Here Come the Co-Eds, США (реж. Жан Ярбро)
- «Улица греха»/Scarlet Street, США (реж. Фриц Ланг)
- «Цель — Бирма»/Objective, Burma!, США (реж. Рауль Уолш)

### Советское кино

#### Художественно-игровое кино

##### Фильмы Азербайджанской ССР
- Аршин мал алан (р/п. Рза Тахмасиб и Николай Лещенко).

##### Фильмы Грузинской ССР
- Давид Гурамишвили (р/п. Нико Санишвили и Иосиф Туманишвили).
- Золотая тропа (р/п. Константин Пипинашвили).
- Строптивые соседи (р/п. Шота Манагадзе).

##### Фильмы РСФСР
- «Без вины виноватые», (реж. Владимир Петров)
- «Близнецы», (реж. Константин Юдин)
- «Великий перелом», (реж. Фридрих Эрмлер)
- «Зигмунд Колоссовский», (реж. Сигизмунд Навроцкий и Борис Дмоховский)
- «Небесный тихоход», (реж. Семён Тимошенко)
- «Пятнадцатилетний капитан», (реж. Василий Журавлёв)

##### Фильмы УССР
- В дальнем плавании (р/п. Владимир Браун).
- Непокорённые (р/п. Марк Донской).

#### Документальное кино
- Парад Победы (р/п. Н.В.Соловьёв).

## Лидеры проката
- «Сердца четырёх», (реж. Константин Юдин) — 3 место, 19.44 млн зрителей
- «Человек № 217», (реж. Михаил Ромм) — 6 место, 17.24 млн зрителей

## Персоналии

### Родились
- 10 января — Станислав Гайдук — советский и белорусский кинорежиссёр и сценарист игровых и документальных фильмов.
- 10 января — Валентина Теличкина — советская и российская актриса театра и кино.
- 11 января — Георгий Тараторкин — советский и российский актёр театра и кино, народный артист РСФСР.
- 12 февраля — Борис Быстров — советский и российский актёр.
- 30 марта — Андрей Толубеев — советский и российский актёр театра и кино.
- 31 мая — Райнер Вернер Фасбиндер — немецкий кинорежиссёр.
- 19 июня — Наталья Селезнёва — советская и российская актриса театра и кино.
- 26 июля — Хелен Миррен — британская актриса, лауреат премии «Оскар».
- 10 августа — Александр Адабашьян, советский и российский актёр, художник, сценарист.
- 14 августа — Вим Вендерс — немецкий кинорежиссёр, сценарист и продюсер.
- 15 августа — Екатерина Васильева — советская и российская актриса театра и кино.
- 19 октября — Джон Литгоу — американский актёр, двукратный обладатель премии «Золотой глобус».
- 21 октября — Никита Михалков — советский и российский актёр и кинорежиссёр.
- 21 ноября — Голди Хоун — американская актриса, режиссёр, продюсер, лауреат премии «Оскар».
- 1 декабря — Бетт Мидлер — американская актриса и певица, двукратная номинантка на премию «Оскар».
- 5 декабря — Нина Русланова — советская и российская актриса, народная артистка России.
- 18 декабря — Евгений Стеблов — советский и российский актёр театра и кино, народный артист России.